# Tipula (Formotipula) kiangsuensis
Tipula (Formotipula) kiangsuensis is een tweevleugelige uit de familie langpootmuggen (Tipulidae). De soort komt voor in het Palearctisch gebied.